# Dům Kávovník
Dům Kávovník, původního názvu Kaffebaum, stojí v centru lázeňské části Karlových Varů v městské památkové zóně v Lázeňské ulici č. 24/11. Byl postaven v letech 1891–1892 v barokizujícím stylu.

## Historie
Na místě současného domu stál gotický špitál sv. Ducha, který v roce 1531 založil loketský purkrabí Albrecht Šlik. Špitál během času velmi zchátral, a tak jej městská rada dne 31. ledna 1821 prodala ve veřejné dražbě. Objekt koupil obchodník se sklem Johann Fischer. Ten pak dům zboural a na uvolněném místě postavil nový dvoupatrový dům o sedmi okenních osách s názvem Kaffebaum.
Karlovarský stavitel Josef Waldert vystavěl letech 1891–1892 podle svého vlastního projektu nový dům pro Friedricha Knolla.

## Ze současnosti
V roce 2014 byl dům uveden v Programu regenerace Městské památkové zóny Karlovy Vary 2014–2024 v části II. (tabulková část 1–5 Přehledy) v seznamu navrhovaných objektů k zápisu do Ústředního seznamu nemovitých kulturních památek na území MPZ Karlovy Vary.
V současnosti (květen 2021) je dům evidován jako bytový dům v majetku společenství vlastníků.

## Popis
Čtyřpodlažní dům s obytným podkrovím se nachází v Lázeňské ulici č. 24/11.
Prvotní návrh projektu stavitele Josefa Walderta byl vypracován v klasické francouzské renesanci a poté pozměněn v barokizujícím duchu. Zajímavostí byl obklad fasády z malých destiček (9 × 9 cm) s diagonálně prolamovanými sklípky (1 × 1 cm), které vytvořily nezvyklý rastr.

## Busta Milana Mixy
Na boční straně objektu je busta Milana Mixy, osazena v upomínku na lékaře, internistu a balneologa působícího v Karlových Varech v období let 1905–1959.